# Verpa, Ovruci
Verpa (în ucraineană Верпа) este un sat în comuna Mojarî din raionul Ovruci, regiunea Jîtomîr, Ucraina.

## Demografie
Componența lingvistică a localității Verpa
     Ucraineană (97,76%)
     Rusă (1,92%)
     Alte limbi (0,32%)
Conform recensământului din 2001, majoritatea populației localității Verpa era vorbitoare de ucraineană (97,76%), existând în minoritate și vorbitori de rusă (1,92%).